# Orvosi aloé
Az orvosi aloé (Aloe vera) az egyszikűek (Liliopsida) osztályának spárgavirágúak (Asparagales) rendjébe, ezen belül a fűfafélék (Asphodelaceae) családjába tartozó faj.
Kivonatait széleskörűen használják a kozmetikai iparban és az alternatív gyógyászatban, megnyugtató, fiatalító, sőt "sejtregeneráló és immunerősítő" hatást tulajdonítva neki a marketing-anyagokban.

## Története
Az aloe vera története az ókorra vezethető vissza, jótékony hatása már ekkor ismert volt, használták a gyógyászatban, az ókori görög, kínai, indiai és római orvoslás egyik alapja volt. Páratlan tulajdonságait felismerve számos megnevezéssel volt ismert: mennyei vessző, csodanövény, az élet növénye, konzervált orvosság.
A botanikusok által ismert megközelítőleg 300 fajta aloe vera közül öt az, ami gyógyító hatással is bír, köztük az egyik az Aloe Barbadensis Miller, mely talán a leghatásosabb. Nevét egy Miller nevű botanikusról kapta, ő volt az, aki elsőként írta le tudományosan a növényt, melyre Barbados szigetén talált rá, tőle kapta a növény az Aloe Barbadensis Miller nevet.

## Jellemzése

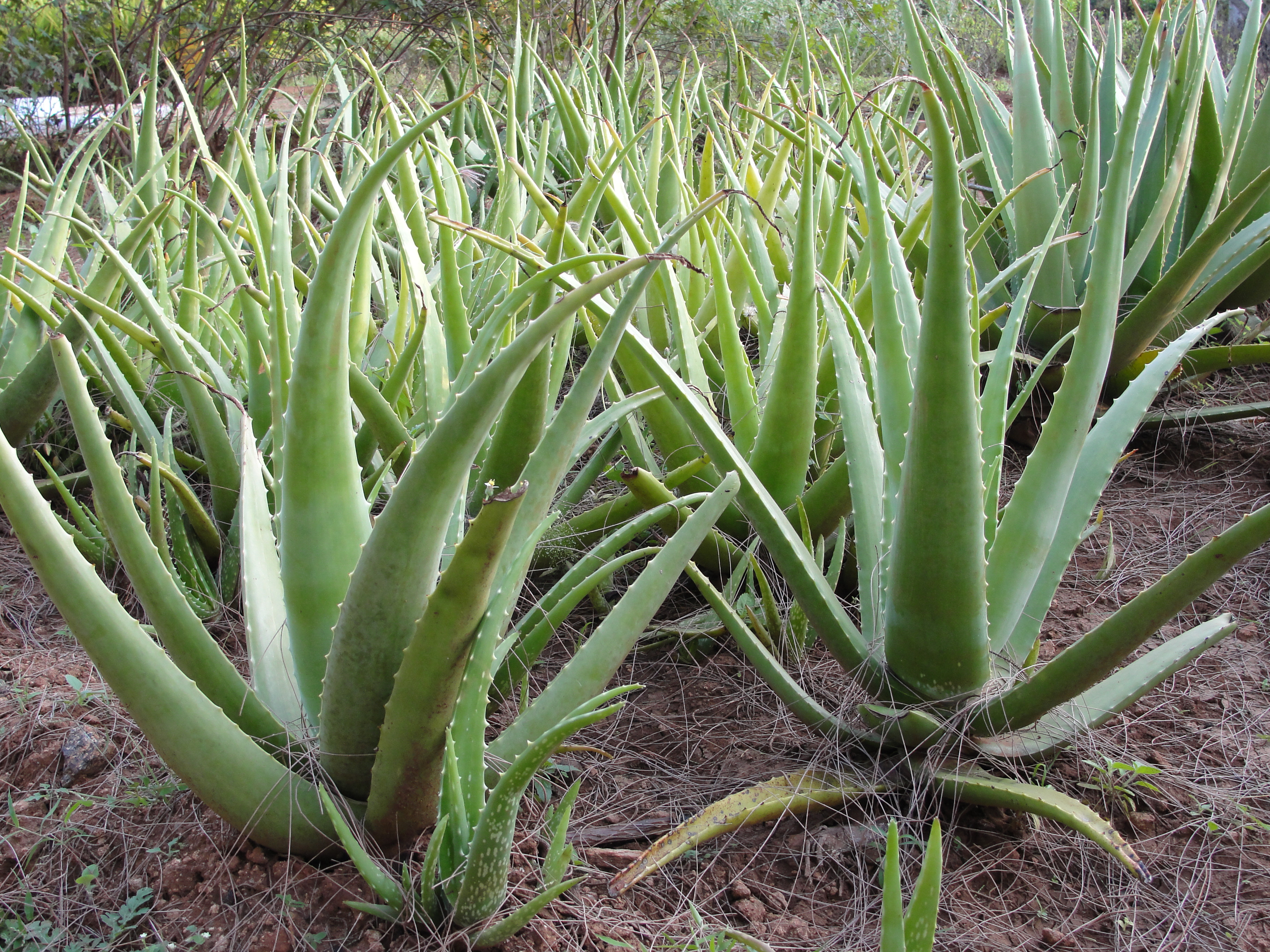
Orvosi aloé (Aloe Barbadensis Miller)

Az orvosi aloé pozsgás, virágai sárgák. Húsos, pozsgás, lándzsa alakú levelei 50 cm-re is megnőhetnek, az egész növény magassága 120 cm lehet. Évelő növény, levelei letörhetők, a letört rész helyett új nő.

## Felhasználása
Kizárólag leveleit használják alternatív gyógyászati célokra; a levelek egyes részeit más és más célra hasznosítják. Az a sűrűn folyó, kocsonyás nedv, amivel az Aloe verát leginkább azonosítani szokták, a növény leveleinek belső részéből származik. A levél szerkezetében, a legkülső rétegek és e között a kocsonyás rész közötti sárgás, keserű ízű lé szárításával nyerik az aloe latexet (tejnedvet).
Az orvosi aloét ősidők óta használják gyógyításra. Évezredeken átívelő karrierjét annak köszönheti, hogy számtalan betegségre, bőrelváltozásra és emésztőszervi problémára sikeresen alkalmazható.[forrás?] Napjainkban a világ számos országában termesztik, olyan helyeken, ahol az éghajlat alkalmas a szabadföldben való nevelésére.
Felhasználási formái:
Aloe vera gél
Aloe vera kapszula
Aloe vera szájvíz, fogkrém
Aloe vera spray pl. hangszalaggyulladásra
Lóbalzsam (rándulásra) alkotórészeként is hasznos
Aloe vera üdítő ital

## Hatóanyagai
Mono- és poliszacharidok (pl. acemannon), aminosavak, enzimek.
A VIII. Magyar Gyógyszerkönyv a gyógynövény-, illóolaj-, kivonat- és tinktúra cikkelyek között 2 drogféleségét tartalmazza: aloé száraz kivonat, standardizált (Aloes extractum siccum normatum).